# Happy Hogan
Harold Joseph Hogan, detto "Happy", è un personaggio dei fumetti, creato da Stan Lee (testi) e Don Heck (disegni), pubblicato dalla Marvel Comics. La sua prima apparizione avviene in Tales of Suspense (Vol. 1) n. 45 (settembre 1963).

## Biografia del personaggio

### Primi anni
Pugile californiano di discendenze irlandesi contrassegnato dallo scarso successo, "Happy" Hogan rimane disoccupato dopo aver raggiunto il record di sconfitte svolgendo, consequenzialmente, un'enorme quantità di lavori di bassa manovalanza finché, un giorno, salva la vita a Tony Stark (rimasto intrappolato in un'auto in fiamme durante un collaudo) che, per sdebitarsi, lo assume in qualità di sua guardia del corpo, chauffeur e assistente personale. Poco tempo dopo scopre la doppia identità del suo capo.
Successivamente contrae una malattia rara e, per debellarla si sottopone volontariamente a una cura sperimentale a base di cobalto che, tuttavia, come effetto collaterale lo tramuta in un superessere chiamato Il Mostro (The Freak) che, guidato solo dall'istinto animale, semina il panico per le strade della città e rapisce "Pepper" Potts, prima che Iron Man riesca a fermarlo salvando la donna e riportandolo alla normalità. Happy in seguito ha una temporanea amnesia riguardo alle azioni compiute in forma mutata. Si trasformerà nuovamente nel Mostro in numerose altre occasioni, sempre a causa dell'esposizione alle radiazioni di cobalto, venendo tuttavia riportato puntualmente alla normalità.
Innamorato di Pepper Potts, Happy è a lungo parte di un triangolo sentimentale con Tony Stark; tuttavia è lui che alla fine riesce a conquistarla e sposarla, trasferendosi poi a Cleveland assieme a lei, adottando due bambini e lasciando, per un certo periodo, le dipendenze di Tony.
Diverso tempo dopo i due divorziano e tornano entrambi, per vie alterne, a lavorare per le Stark Industries, finendo per riappacificarsi e risposarsi.

### Civil War
Durante la guerra civile dei superumani Happy appoggia la posizione presa dal suo amico e principale, arrivando anche a fargli da consulente. In seguito, la notte dell'anniversario del suo matrimonio con Pepper, viene attaccato da Spymaster, intenzionato a servirsi di lui per attirare Iron Man allo scoperto, ma Happy, nel tentativo di proteggere la donna amata si scaraventa contro il supercriminale precipitando al suolo assieme a lui e finendo consequenzialmente in coma vegetativo.
Ricordando la storia raccontatale dal marito anni prima sul suo amico pugile, Cobra McCoyle, ridotto a un vegetale per i troppi colpi in testa, ed il desiderio di Happy di non voler vivere un'esistenza simile, Pepper decide di staccargli la spina ma, non trovandone la forza, chiede a Tony di farlo in sua vece. Non è chiaro se la morte di Happy, avvenuta dopo tale conversazione, sia stata naturale o a causa dello spegnimento del suo supporto vitale.

## Altre versioni

### Amalgam
Nell'universo Amalgam, il magnate dell'aeronautica Hal Stark/Iron Lantern (unione tra Hal Jordan e Tony Stark) ha per assistente Happy Kalmaku (unione tra Happy Hogan e Tom Kalmaku) innamorato, come il suo principale, della pilota Pepper Ferris (unione di Pepper Potts e Carol Ferris) che, però, oltre a essere innamorata di Stark, è anche la supercriminale Madame Sapphire (unione tra Madame Masque e Star Sapphire).

### Rinascita degli Eroi
Nell'universo de La Rinascita degli Eroi, Happy è il capo delle pubbliche relazioni di Stark ed ha una relazione sentimentale con Pepper. Dopo aver subito l'attacco del supercriminale Rebel, finisce in ospedale e le sue condizioni rimangono incerte.

### Marvel Zombi
Nella serie Marvel Zombi, Happy viene mutato in zombie da Giant Man e in seguito ucciso da James Rhodes.

### Ultimate
Nell'universo Ultimate, Tony Stark ha un giovane assistente che non ha mai completato i suoi studi al MIT e, pur comparendo di frequente, viene chiamato sempre e solo per cognome: Hogan.

## Altri media

### Marvel Cinematic Universe

Happy Hogan interpretato da Jon Favreau in Iron Man 2 (2010)

Nel franchise del Marvel Cinematic Universe Happy Hogan è interpretato da Jon Favreau (regista dei primi due film dedicati a Iron Man).
- In Iron Man (2008) Happy è la guardia del corpo nonché assistente personale di Tony Stark, ha un ruolo marginale e generalmente comico.
- In Iron Man 2 (2010) Happy compare in qualità di supporto per il protagonista e la Vedova Nera, che accompagna l'affascinante spia durante un raid nelle Hammer Industries.
- In Iron Man 3 (2013) Happy è il capo della sicurezza di Stark; entra in coma dopo essere stato investito dall'esplosione di Jack Taggart, potenziato dal siero Extremis, ma si risveglia nel finale del film, durante il quale viene presentato come un ammiratore della serie televisiva Downton Abbey.
- Il personaggio ricompare in Spider-Man: Homecoming (2017) come tutor assegnato da Tony Stark a Peter Parker per evitare che il ragazzo si cacci nei guai.[19]
- In Avengers: Endgame (2019), Happy appare nel finale del film presenziandosi al funerale del suo migliore amico Tony.
- In Spider-Man: Far from Home (2019), Happy inizia una relazione con la zia di Spider-Man, May Parker, e alla fine aiuta il giovane supereroe con il nuovo costume per contrastare Mysterio prima che possa fare del male agli amici di Peter.
- Happy Hogan appare in alcune versioni alternative nella prima serie animata dell'MCU What If...? (2021).
- Happy riappare anche nel film Spider-Man: No Way Home (2021).
- Happy è riapparso nuovamente in cameo nel film Deadpool & Wolverine (2024).

### Televisione
- Il personaggio ha un cameo nella serie animata The Marvel Super Heroes.
- Happy è un personaggio ricorrente della serie animata Iron Man: Armored Adventures, dove viene dipinto come il campione della squadra di pallacanestro del liceo di Tony, un "gigante gentile" ma sovraeccitabile e dall'acume scarso.